# Ekkronans orden

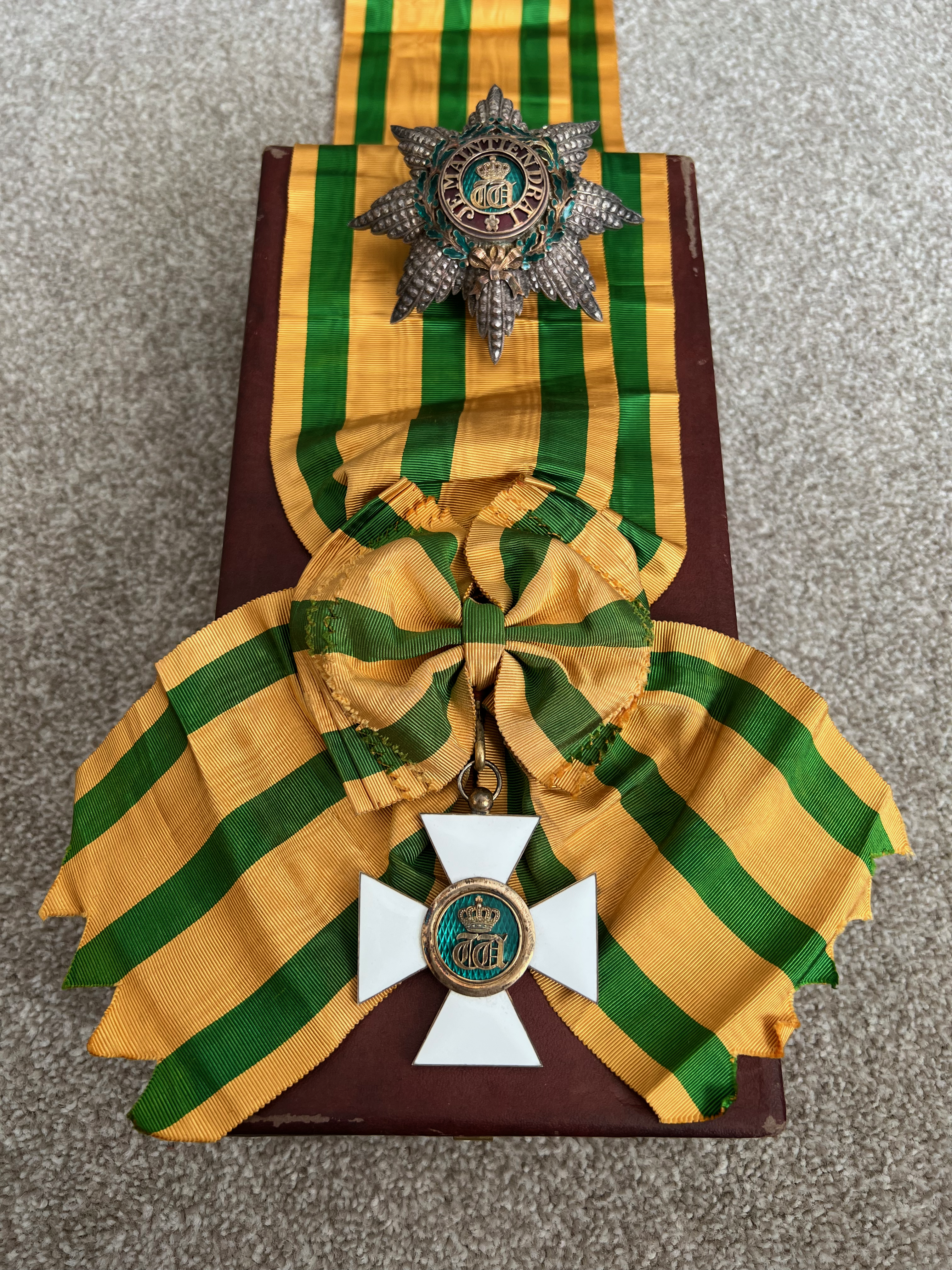
Ordens insignier

Ekkronans orden (luxemburgiska: Ordre de la couronne de chêne, tyska: Orden der Eichenkrone, franska: Ordre de la Couronne de Chêne), är en luxemburgsk orden instiftad 29 december 1841 av storhertig Vilhelm II. 
Vid tiden för instiftandet var Storhertigdömet Luxemburg och Konungariket Nederländerna i personalunion. Även om orden formellt sett var en luxemburgsk utmärkelse, användes den ofta av Vilhelm II och hans efterträdare, storhertig Vilhelm III, för att belöna nederländska undersåtar, utan att den nederländska regeringen kunde utöva kontroll över tilldelningarna.

## Grader
Ekkronans orden består av fem grader och tre förtjänstmedaljer.
5 grader:
- Storkors (luxemburgiska: Grand-croix, tyska: Großkreuz, franska: Grand-croix)
- Storofficer (luxemburgiska: Grand officier, tyska: Großoffizier, franska: Grand officier)
- Kommendör (luxemburgiska: Commandeur, tyska: Kommandeur, franska: Commandeur)
- Officer (luxemburgiska: Officier, tyska: Offizier, franska: Officier)
- Riddare (luxemburgiska: Chevalier, tyska: Ritter, franska: Chevalier)

Tre medaljer:
- Guld (luxemburgiska: Vermeil, tyska: Gold, franska: Vermeil)
- Silver (luxemburgiska: Argent, tyska: Silber, franska: Argent)
- Brons (luxemburgiska: Bronze, tyska: Bronze, franska: Bronze)